# Копасовская, Варвара Семёновна
Варвара Семёновна Копасовская (27 августа 1938, Москва) — советская и российская шахматистка, кандидат в мастера спорта.

## Биография
Инженер-программист.
Участница 27-го женского чемпионата СССР (Сочи, 1967 г.; 5 из 13, 59—67 места).
Участница нескольких чемпионатов Москвы.
В составе сборной ДСО «Труд» победительница Спартакиады профсоюзов Москвы 1969 г.
В 1990-е гг. выступала в соревнованиях ветеранов.
Главное достижение в заочных соревнованиях — победа в 10-м женском чемпионате СССР по переписке (1988—1990 гг.; 14½ из 17, без поражений).
В молодости отличалась азартным стилем игры, часто принимала необдуманные решения. Для выступлений в заочных турнирах ей пришлось пересмотреть свое отношение к шахматам. С. Я. Гродзенский в обзоре итогов 10-го чемпионата СССР по переписке отмечал «серьезную теоретическую подготовку, изучение творчества конкуренток и постоянный кропотливый анализ каждой партии».